# World Cheese Awards
De World Cheese Awards is een internationale kaaswedstrijd die sinds 1988 georganiseerd wordt door het Britse Guild of Fine Food. De wedstrijd vindt jaarlijks plaats in een ander gastland.
Er worden meer dan 4000 kazen gekeurd, en meer dan 40 landen nemen deel.

## Prijswinnende kaasmakerijen in België en Nederland
- 2014: De Kazerij
- 2015: Boer'n Trots, bronzen medaille
- 2022: De Fryske
- 2023: De Kazerij met Flandrien, zeven medailles.[2]

## Juryleden
- Regula Ysewijn
- Ann Keymeulen